# Sosanopsis kerguelensis
Sosanopsis kerguelensis är en ringmaskart som beskrevs av Monro 1939. Sosanopsis kerguelensis ingår i släktet Sosanopsis och familjen Ampharetidae. Inga underarter finns listade i Catalogue of Life.